# Brodingberg
Brodingberg  är en ort i Österrike. Den ligger i kommunen Eggersdorf bei Graz i förbundslandet Steiermark. Orten var till och med 2014 huvudort i kommunen Brodingberg som även omfattade orterna Brodersdorf och Haselbach.